# Zgornja kajža, Tržič
Zgornja kajža je kulturna znamenitost v Tržiču.
Zgradba, v kateri domuje tudi Tržiški muzej, se nahaja v starem mestnem jedru Tržiča. Arhitekturno je primer bogatega dvorca iz obdobja klasicizma, njena zunanjost pa spominja na značilen način gradnje v mestu po hudem požaru leta 1811 - razčlenjena fasada s kovanimi polkni, na strehi so sušilne odprtine, kjer so sušili lan. V prvem nadstropju je bivalni del, v drugem reprezentančni, v katerem izstopa ornamentno in figuralno poslikan meščanski salon iz sredine 19. stoletja.